# تالویوک
تالویوک (به انگلیسی: Taloyoak) یک شهرک در کانادا است که در نوناووت واقع شده‌است. تالویوک ۳۷٫۶۵ کیلومتر مربع مساحت و ۱٬۰۲۹ نفر جمعیت دارد و ۲۸ متر بالاتر از سطح دریا واقع شده‌است.